# ヘンリーの法則
ヘンリーの法則（ヘンリーのほうそく、英: Henry's law）は、気体に関する法則であり、1803年にウィリアム・ヘンリーにより発表された。

「揮発性の溶質を含む希薄溶液が気相と平衡にあるときには、気相内の溶質の分圧pは溶液中の濃度cに比例する」

と定義される。
ラウールの法則は実際の溶液においては溶液中の多量成分（溶媒）については良く成り立つが、少量成分（溶質）においては成り立たないことが多い。
しかし、この場合でも溶質の分圧をp、モル分率をχとすると
{\displaystyle p=K_{\mathrm {H} }\chi }
が成り立つ。KHは比例定数であり、ヘンリー定数ともいう。
溶質がヘンリーの法則に従うような溶液を理想希薄溶液という。
また溶質が気体である場合、上記の式は溶液中の気体のモル分率と気相での圧力が比例することを意味する。
モル分率が充分に小さい範囲ではモル分率は濃度に比例するから、「気体の溶解度は圧力に比例する」といえる。これもヘンリーの法則と呼ばれる。